# Ялчино (Ялчинский сельсовет)
Ялчино (баш. Ялсы) — деревня в Кугарчинском районе Башкортостана. Административный центр Ялчинского сельсовета.

## Географическое положение
Расстояние до:
- районного центра (Мраково): 52 км,
- ближайшей ж/д станции (Мелеуз): 30 км.

## Население
| 2002 | 2009 | 2010 |
| ---- | ---- | ---- |
| 240  | ↗262 | ↘222 |

## Достопримечательности
В деревне расположена мечеть.

## Известные уроженцы
- Мусин, Сафар Гайсарович (род. 1948) — советский строитель, полный кавалер ордена Трудовой Славы[4].
- Шамгулов, Фаттах Гафурьянович (1921—1945) — советский военнослужащий, майор, Герой Советского Союза.